# Martin Šenkyřík
Martin Šenkyřík (* 22. ledna 1978 Brno) je bývalý český profesionální fotbalový brankář. Bydlí v Brně.

## Hráčská kariéra
Je odchovancem královopolské kopané, kde prošel všemi mládežnickými kategoriemi.  Po přesunu týmu „LeRK“ do Prostějova si zde v sezoně 1995/96 připsal jeden druholigový start. V Moravskoslezské fotbalové lize chytal za B-mužstvo Baníku Ostrava, Dolní Kounice a Kyjov.
Od jara 2003 působil v Rakousku (jaro 2003 SV Horn / 1.Landesliga, podzim 2003–podzim 2011 SC Getzersdorf / Gebietsliga, podzim 2013–2015 Eggenburg SK / 2.Landesliga West, od 2015–2020 SC Getzersdorf), 2020–2021 Würnitz FC a 2021–2022 AFC Haugsdorf  v letech jaro 2012–jaro 2013 chytal I. A třídu Jihomoravského kraje za TJ Cukrovar Hrušovany nad Jevišovkou.

## Ligová bilance
| Ročník                  | Zápasy | Góly | Minuty | Klub                     |
| ----------------------- | ------ | ---- | ------ | ------------------------ |
| II. liga 1995/96        | 1      | 0    | –      | SK LeRK Prostějov        |
| MSFL 1996/97            | 3      | 0    | 270    | FC Baník Ostrava „B“     |
| MSFL 1998/99            | 22     | 0    | 1855   | FC Roubina Dolní Kounice |
| MSFL 1999/00            | 10     | 0    | 900    | FC Roubina Dolní Kounice |
| MSFL 2000/01            | 13     | 0    | 1170   | FC Roubina Dolní Kounice |
| MSFL 2000/01            | 6      | 0    | 540    | FC VMG Kyjov             |
| MSFL 2001/02            | 26     | 0    | 2340   | FC VMG Kyjov             |
| MSFL 2002/03            | 14     | 0    | 1178   | FC VMG Kyjov             |
| CELKEM II. LIGA         | 1      | 0    | –      |                          |
| CELKEM III. LIGA – MSFL | 94     | 0    | 8253   |                          |